# Guglielmo I di Utrecht
Guglielmo I di Utrecht (... – 27 aprile 1076) fu vescovo di Utrecht dal 1056 alla morte. Egli espanse il dominio secolare del principato vescovile di Utrecht e si schierò interamente dalla parte di Enrico IV nella lotta per le investiture.

## Biografia
Probabilmente proveniva dalla nobiltà della contea di Gheldria, forse era anche il fratello del conte Teodorico di Gheldria. Non si sa nient'altro dei suoi primi anni di vita. Egli probabilmente fu elevato alla cattedra vescovile grazie ad Annone II di Colonia. Sebbene anche i suoi critici lo abbiano riconosciuto come un eminente erudito, non eccelleva nelle questioni spirituali.
Cercò di rafforzare il potere secolare dei vescovi di Utrecht, soprattutto ad ovest. Al tempo di Guglielmo, il dominio secolare dei vescovi di Utrecht raggiunse probabilmente la sua massima estensione. I conti della Frisia Occidentale furono sconfitti nel 1064. Enrico IV trasferì i diritti della contea nella maggior parte della Frisia occidentale al principato vescovile di Utrecht. Fu anche in grado di ottenere successi nel consolidare la sua influenza secolare in altre parti della diocesi. Al tempo di Guglielmo terminò l'integrazione della diocesi di Utrecht nel sistema ecclesiastico imperiale.
Nell'inverno del 1064/1065 Guglielmo e un folto seguito accompagnarono l'arcivescovo Sigfrido I di Magonza nel suo pellegrinaggio in Terra Santa, sfuggendo fortunosamente in tale occasione ad un attacco dei beduini.
Politicamente, fu un convinto sostenitore di Enrico IV e come tale un avversario di Gregorio VII. Quando scoppiò apertamente la lotta per le investiture tra il sovrano e il papa, Guglielmo si schierò interamente con Enrico. Egli svolse un ruolo importante al sinodo di Worms nel 1076 e attirò molti grandi che non si erano ancora schierati nel campo reale. Fu il primo vescovo suffraganeo dopo gli arcivescovi a firmare la sentenza di deposizione per Gregorio. Ciò portò alla scomunica ed a un ordine di deposizione da parte del papa, ma Guglielmo continuò comunque a ricoprire la carica. Anche dopo che molti altri vescovi furono intimiditi dalla scomunica, Guglielmo mantenne la sua posizione. Al sinodo di Utrecht dello stesso anno, scomunicò lo stesso Gregorio in presenza del re. La sua morte indebolì molto il partito di Enrico.
Dopo che il papa gli aveva rifiutato a lungo la sepoltura ecclesiastica, Guglielmo fu infine sepolto nella chiesa cattedrale di Utrecht.